# NGC 486
NGC 486, còn được gọi là LEDA 1281966 hoặc GC 275, là một thiên hà xoắn ốc trong chòm sao Song Ngư. NGC 486 được phát hiện vào ngày 6 tháng 12 năm 1850 bởi kỹ sư người Ireland Bindon Blood Stoney.
NGC 486 thường xuyên bị xác định nhầm là PGC 4975, đôi khi còn được gọi là NGC 492A.

## Lịch sử quan sát
Mặc dù John Dreyer, người tạo ra Danh mục tổng quát mới, ghi nhận phát hiện này cho nhà thiên văn học William Parsons, Bá tước thứ ba của Rosse, ông lưu ý rằng nhiều khám phá được tuyên bố của ông được thực hiện bởi một trong những trợ lý của ông. Trong trường hợp NGC 486, phát hiện này được thực hiện bởi Bindon Stoney , người đã phát hiện ra nó cùng với NGC 490, NGC 492 và NGC 500 trong quá trình quan sát NGC 488  bằng kính viễn vọng phản xạ 72 của Lord Rosse tại Lâu đài Birr tại Quận Offaly, Ireland.

## Mô tả
Đối tượng ban đầu được Stoney mô tả là "cực kỳ mờ nhạt, cực kỳ nhỏ, bé xíu, 5 cung phút ở phía bắc h 103". Vị trí được ghi nhận không chỉ tương ứng với tọa độ của thiên hà xoắn ốc (PGC 1281966), mà còn là một ngôi sao mờ. Vì đối tượng được đặc trưng là sao, người ta cho rằng quan sát ban đầu là của ngôi sao, không phải PGC 1281966 mà thường được gọi là NGC 486 ngày nay.